# Хань Син
Хань Син (род. 8 ноября 1989, Ухань, провинция Хубэй, КНР) — конголезская спортсменка китайского происхождения, игрок в настольный теннис, участница летних Олимпийских игр 2012, чемпионка Африканских игр 2015 года в парном разряде.

## Спортивная биография
Первые крупные победы к Хань Син пришли в 2008 году, когда она стала чемпионом Африки в парном и смешанном разрядах, а также серебряным призёром в личном первенстве. На чемпионатах мира Хань дебютировала в 2009 году. На первенстве в Йокогаме молодая теннисистка не смогла пройти первый раунд соревнований ни в одном из разрядов. Чемпионат мира 2011 года сложился для Син более 
успешно. В парном разряде Хань вместе с Ян Фэнь пробилась во второй раунд, где уступила северокорейской паре, а в одиночном разряде Син в упорном шестисетовом поединке уступила 18-му номеру посева испанке Шэнь Яньфэй. Осенью 2011 года Хань Син стала обладательницей сразу трёх бронзовых наград Всеафриканских игр. Также этот результат принёс конголезской теннисистке путёвку на летние Олимпийские игры 2012 года.
На летних Олимпийских играх 2012 года в Лондоне Хань Син выступила только в одиночном разряде. На основании своей позиции в международном рейтинге ITTF Хань получила право начать соревнования с первого раунда, минуя предварительный этап. Первой соперницей конголезской теннисистки стала белоруска Александра Привалова. Матч продолжался 6 партий и закончился победой Приваловой. На чемпионатах мира 2013 и 2015 годов Хань вновь ни разу не смогла преодолеть барьер второго раунда. В 2015 году Хань Син стала обладательницей одной золотой и двух бронзовых наград Африканских игр. Этот результат принёс конголезской теннисистке лицензию для участия в своих вторых Олимпийских играх. В феврале 2016 года Син стала второй в турнире ТОП-16 Африки.